# Schwebegarnelen
Als Schwebegarnelen (Mysida), auch Schwebgarnelen oder Glaskrebse wird eine Ordnung der Krebstiere bezeichnet, die weltweit mit etwa 1000 Arten in den Meeren, im Brackwasser, aber auch im Süßwasser leben.
Die Schwebegarnelen ähneln äußerlich den meisten anderen Garnelen, die in die Ordnung der Zehnfußkrebse gestellt werden, sind aber nicht näher mit ihnen verwandt. Die Schwebegarnelen gehören zur Überordnung der Ranzenkrebse (Peracarida), zu der auch die Flohkrebse (Amphipoda) und die Asseln (Isopoda) gezählt werden. Charakteristisch für die Peracarida ist, dass sie ihre Jungen in einem bauchseitig gelegenen Brutbeutel austragen.

## Merkmale
Die Tiere sind meist klein und erreichen nur 0,3 bis 2,5 Zentimeter Länge. Sie besitzen einen gut entwickelten Carapax, der den gesamten Kopf und Thorax überdeckt, aber nur mit den ersten drei oder vier Thorakalsegmenten verbunden ist. Das lange Abdomen, das den Mysida das garnelenartige Aussehen verleiht, endet in einem breiten Schwanzfächer.
Die Mehrzahl der Schwebegarnelen ist glasartig transparent, Tiefseearten sind jedoch oft rot gefärbt. Viele Arten haben dunkle, sternförmige Muster. Diese werden von speziellen Zellanordnungen gebildet, die diesen Schwebegarnelen die Möglichkeit zur Anpassung ihrer Farbe an den Untergrund bieten. Sie können sich verdunkeln, wenn sie vor einem dunklen Hintergrund auftreten oder eine olivgrüne Farbe annehmen, wenn sie auf einem Grünalgenbewuchs leben.

### Cephalothorax
Der Kopfabschnitt ist bei den Mysida eng mit dem Brustabschnitt verbunden (Cephalothorax). Die Augen sitzen auf beweglichen Stielen. Beide Antennenpaare sind zweiästig, ebenso ihre Schreitbeine (Pereiopoden), d. h., sie entsprechen dem Spaltbein der Gliederfüßer mit einem inneren und einem äußeren Ast. Bei manchen Arten kann am letzten Schreitbeinpaar ein Ast reduziert sein. Die Thorakalsegmente tragen acht Schreitbeinpaare. Das erste und manchmal auch das zweite Paar besitzt scherenartige Klauen. Die Basis einiger Pereiopoden der Weibchen ist verbreitert. Diese lappenartigen, aneinandergrenzenden Anhänge der Extremitäten (Oostegite) bilden einen bauchseitig gelegenen Brutraum, das Marsupium.

### Abdomen

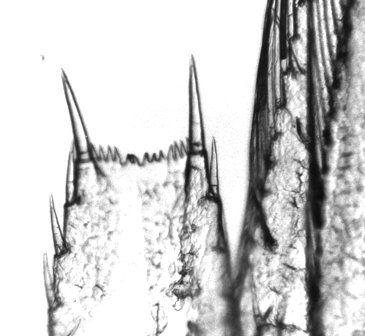
Telson (Detail) von Hemimysis anomala. Rechts: Uropod

Das Abdomen (Hinterleib) besteht aus sechs Segmenten. Die ersten fünf Segmente sind gleichartig, sie tragen die fünf zweiästigen Schwimmbeinpaare (Pleopoden), die bei den Weibchen meist sehr klein und reduziert sind. Bei den Männchen können die Schwimmbeine für verschiedene Aufgaben bei der Begattung modifiziert sein. Am Ende des sechsten Segments, das doppelt so lang ist wie die anderen ist, befindet sich ein verbreitertes Telson. Das letzte Segment verfügt über ein Paar beiderseits des Telsons liegende zweigeteilte Uropoden. Telson und Uropoden bilden den Schwanzfächer, der bei den Bewegungen der Schwebegarnelen eine wichtige Rolle spielt. Bei Gefahr können sie das Abdomen mit dem Schwanzfächer nach vorne gegen den Thorax schlagen und dadurch nach dem Rückstoßprinzip sehr schnell flüchten. In den Endopoditen (Innenästen) der Uropoden liegen Statocysten, die als Gleichgewichtsorgane fungieren.

## Verbreitung
Die Schwebegarnelen sind weltweit in allen Meeren und auf allen Kontinenten verbreitet. Ihr wichtigster Lebensraum ist das Meer, wo sie hauptsächlich an den Küsten in Bodennähe gefunden werden können. Einige Arten graben im Sand oder Schlamm, andere leben pelagisch, das heißt im offenen Meer. Die Arten, die ihre Bauten in den Boden graben, steigen nur nachts die Wassersäule empor, um Nahrung zu suchen. Mysida können auch in der Tiefsee im Abyssal zwischen 5700 und 7200 Metern Tiefe vorkommen. Einige spezialisierte Arten bewohnen Meereshöhlen.
Schwebegarnelen können in großen Schwärmen auftreten, die eine Länge von mehreren Kilometern erreichen. Auch in den großen Süßwasserseen Nordamerikas, ebenso in europäischen Seen wie dem Bodensee, sind solche Schwärme zu beobachten. Es handelt sich dabei um ursprünglich in den Ästuaren der Flüsse und den Brackwasserzonen der Meere beheimatete Vertreter der Schwebegarnelen-Familie Mysidae, zu der das europäische Reliktkrebschen gehört. Diese wandern als Neozoen, durch die Mithilfe des Menschen verbreitet, mit großer Geschwindigkeit die Flussläufe entlang und in die Seen ein. Dort können sie zu einer Verlagerung des ökologischen Gleichgewichts führen. Als Neozoon ist die nordamerikanische Art Mysis diluviana u. a. in den USA im Bundesstaat Montana bekannt geworden, wo es erheblich die etablierten ökologischen Verflechtungen im Flathead-Lake- und Flathead-River-Ökosystem stört. Mysis diluviana wurde in den See als zusätzliche Nahrungsquelle für den dort auch ausgesetzten Rotlachs (Oncorhynchus nerka) ausgesetzt. Statt zur Nahrungsquelle wurden die Garnelen aber zum Nahrungskonkurrenten für Lachse um das Zooplankton. Die Lachspopulationen brachen daraufhin zusammen. In Folge schrumpften auch die Populationen der Weißkopf-Seeadler und der Grizzlybären erheblich, denen die Lachse als Nahrung dienen.

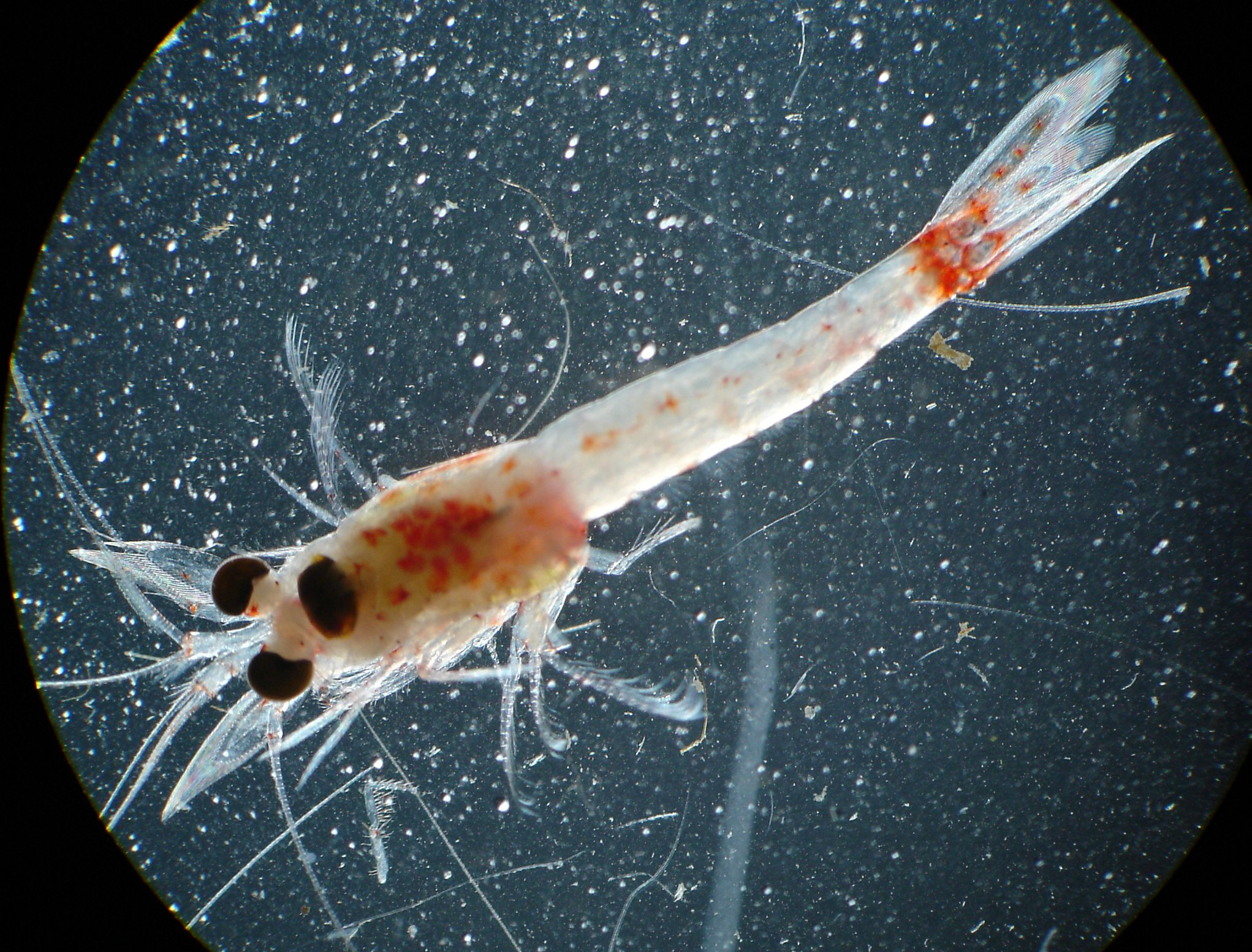
Hemimysis anomala, ein Neozoon in europäischen und nordamerikanischen Binnengewässern (von oben gesehen)

## Ernährung
Die Mysida sind als Teil des Zooplanktons eine wichtige Fischnahrung. Sie selber ernähren sich als Filtrierer von kleinsten organischen Partikeln und Lebewesen, einige Arten weiden den Algenbewuchs auf dem harten Boden oder auf größeren Pflanzen ab. Manche Arten ernähren sich jedoch auch vom Zooplankton und fangen mit Hilfe ihrer Scheren andere kleinere Krebsarten wie z. B. Muschelkrebse (Ostracoda) oder Weichtiere.

## Systematik
Die Mysida werden in zwei Familien unterteilt:
- Mysidae Haworth, 1825
  - Hemimysis anomala Sars, 1907
  - Heteromysis domusmaris 2019
  - Heteromysis schoenbrunnensis 2021
  - Limnomysis benedeni Czerniavsky, 1882
  - Katamysis warpachowskyi G.O. Sars, 1893
  - Mysis relicta Lovén, 1862
- Petalophthalmidae Czerniavsky, 1882

Im 19. Jahrhundert wurden, unter anderem, die heutigen Ordnungen Mysida, Lophogastrida und Euphausiacea (als Euphausiida, deshalb heute noch englisch euphausiids) als Teil einer gemeinsamen Ordnung „Schizopoda“ aufgefasst. Schizopoda bedeutet übersetzt „Spaltfüße“, weswegen zugehörige Arten manchmal „Spaltfußkrebschen“ genannt wurden. 1904 wurde erkannt, dass die Euphausiacea (Leuchtgarnelen, meist als Krill bekannt) nicht näher verwandt sind. Die beiden anderen Ordnungen wurden unter dem Namen Mysidacea weiter als Ordnung behandelt. Seit Anfang der 2000er Jahre zeigten morphologische, später auch genetische Untersuchungen, dass auch ein Taxon Mysidacea wohl künstlich zusammengefügt und nicht gerechtfertigt ist. Die Mysida wurden, gestützt auf ältere Forscher, deren Auffassung bis dahin nicht anerkannt worden war, 2007 erneut als eigene Ordnung eingeführt. Dabei wurden die Stygomysida, vorher eine Familie Stygomysidae innerhalb der Mysidacea, als eigenständige Ordnung ausgegliedert. Die Familie Lepidomysidae Clarke, 1961 wurde dabei in die Stygomysida transferiert. In zahlreichen älteren Werken werden die Schwebegarnelen daher noch unter dem Namen Mysidacea Haworth, 1825 geführt, eine heute überholte taxonomische Einordnung. Selbst der Name Spaltfußkrebschen ist gelegentlich noch zu finden.

## Neozoen in Europa
Immer wieder werden Funde dieser garnelenartigen Krebse in mitteleuropäischen Flüssen und sogar Binnenseen gemacht. Sie leben dort oft in großer Anzahl. Auf welchen Wegen sich diese Neozoen bis in die Seen verbreiten konnten, ist noch nicht geklärt. Unter anderem wird eine Verschleppung durch Boote vermutet.
Allein in der Donau kommen derzeit zehn Süßwasserarten aus der Familie der Mysidae vor, der Fluss ist damit das an Mysiden reichste Binnengewässer der Erde. Die Arten stammen ursprünglich aus dem pontokaspischen Verbreitungsgebiet, ihr Vorkommen war auf die untere Donau und das Donaudelta, mit Affinität zum Brackwasser, beschränkt.
Limnomysis benedeni war die erste Schwebegarnele, die 1973 für Österreich in der Donauniederung zwischen Wien und Hainburg entdeckt wurde. Von hier aus hat sie sich flussaufwärts
über den Main-Donau-Kanal bis in die Niederlande und nach Frankreich verbreitet. Erstmals wurde sie im Sommer 2006 im Bodensee festgestellt. Im Jahr 2007 kam die Art im gesamten Obersee vor und bildete Schwärme von mehreren Millionen Tieren. Die Schwebegarnele zählt damit zu den sich am schnellsten ausbreitenden Neozoen im Bodensee.
Auch Hemimysis anomala wurde wahrscheinlich durch die Schifffahrt europaweit verbreitet. Seit 1998 wird diese Myside ebenfalls in der Donau beobachtet. Vom Kaspischen Meer entnommen und in Litauen ausgesetzt, gelangte sie über die Ostsee und die hier anliegenden Schifffahrtskanäle in den Rhein und von hier flussaufwärts über Main und Main-Donau-Kanal in die obere Donau. Hemimysis anomala hat weite Teile des Rheins besiedelt. Im Genfersee wurde diese Schwebegarnele im Dezember 2007 erstmals gefunden. Seit Ende 2006 ist diese pontokaspische Art auch in die Vereinigten Staaten (Muskegon-Lake in Michigan) und Kanada (Ontariosee) eingewandert.
Im Jahre 2005 entdeckten Taucher im Hufeisensee im sachsen-anhaltischen Halle ebenfalls die schwarmbildende Schwebegarnele Hemimysis anomala. Damals wurde sie das erste Mal in einem mitteldeutschen Binnensee gefunden und von Biologen der Martin-Luther-Universität Halle-Wittenberg registriert. Es ist anzunehmen, dass sie als biotopfremde Tiere vorwiegend negativen Einfluss auf heimische Fischarten (z. B. Renken) haben, deren Jungen sie Plankton-Nahrung wegfressen, ohne selbst hinreichend als Nahrung erkannt zu werden.